# 남원 윤씨
남원 윤씨(南原 尹氏)는 전북특별자치도 남원시를 본관으로 하는 한국의 성씨이다.

## 역사
시조 윤위(尹威)는 파평 윤씨 시조 윤신달의 7세손이며, 윤관 장군의 증손자라고 한다. 윤위는 1176년(고려 명종 6년) 문과에 급제하여 국자박사를 거쳐 기거랑, 이부랑중, 예빈소경 등을 지냈다. 1200년(고려 신종 3년) 국자사업으로 전라도에 갔을 때 남원에서 복기남이 반란을 일으키자 적을 토평하여 평정시킨 공으로 남원백에 봉해졌다고 한다.

## 인물
- 윤섬(暹) : 선조 때 서장관(書狀官)으로 명나라에 들어가 태조의 조상이 이인임(李仁任)으로 잘못 기록된 것을 바로잡아, 그 공으로 광국공신 2등에 책록되고 사복시정을 지냈다.
- 윤집(集) : 윤섬의 손자. 척화론자로서 청나라에 잡혀가서 장렬한 죽음을 하여 오달제, 홍익한과 함께 3학사의 한 사람으로 불린다.
- 윤휴(鐫) : 남인의 거물이며 대사헌, 이조판서를 지냈다.
- 윤행임(行恁) : 이조판서, 양관대제학을 지냈다.
- 윤정현(定鉉) : 예조, 이조판서, 중추부지사를 지냈다.
- 윤병정(秉鼎) : 대사성, 이조판서, 돈령부판사를 지냈다.

## 항렬자
| 29세     | 30세   | 31세     | 32세   | 33세     | 34세     | 35세     | 36세   | 37세     | 38세   | 39세     | 40세   |
| -------- | ------ | -------- | ------ | -------- | -------- | -------- | ------ | -------- | ------ | -------- | ------ |
| 口태(泰) | 병(秉) | 口섭(燮) | 재(在) | 口호(鎬) | 영口(永) | 口상(相) | 현(顯) | 口배(培) | 종(鍾) | 口원(源) | 수(秀) |

## 분관
- 시조 윤위(尹威)의 손자 윤돈(尹敦)이 함안 윤씨로 분파되었다.
- 청주 윤씨 시조 윤취(尹就)는 윤영찬의 7대손이다.

## 조선 왕실과의 인척 관계
- 정조의 후궁 화빈 윤씨

## 인구
- 2000년 32,731명
- 2015년 42,423명